# Дарко Миланич
Дарко Миланич (словен. Darko Milanič, нар. 18 грудня 1967, Ізола) — словенський футболіст, захисник. По завершенні ігрової кар'єри — футбольний тренер. З 2021 року — головний тренер кіпрського клубу «Пафос».
Як гравець насамперед відомий виступами за клуби «Партизан» та «Штурм» (Грац), а також за національну збірну Словенії.
Дворазовий чемпіон Австрії. Триразовий володар Кубка Австрії.

## Клубна кар'єра
У дорослому футболі дебютував у 1988 році виступами за команду клубу «Партизан», в якій провів п'ять сезонів, взявши участь у 95 матчах чемпіонату.
У 1993 році перейшов до клубу «Штурм» (Грац), за який відіграв 8 сезонів. Більшість часу, проведеного у складі «Штурма», був гравцем основного складу захисту команди. За цей час двічі виборював титул чемпіона Австрії. Завершив професійну кар'єру футболіста виступами за команду «Штурм» (Грац) у 2001 році.

## Виступи за збірну
У 1991 році дебютував в офіційних матчах у складі національної збірної Словенії. Протягом кар'єри у національній команді, яка тривала 10 років, провів у формі головної команди країни 47 матчів.
У складі збірної був учасником чемпіонату Європи 2000 року у Бельгії та Нідерландах.

## Кар'єра тренера
Розпочав тренерську кар'єру невдовзі по завершенні кар'єри гравця, у 2004 році, очоливши тренерський штаб клубу «Примор'є». Згодом працював з командою клубу «Гориця».
2008 року очолив тренерський штаб команди провідного словенського клубу «Марибор», в якому пропрацював до 2013 року. Протягом цього періоду «Марибор» домінував у словенському футболі — протягом п'яти сезонів, проведених під керівництвом Миланича, лише в сезоні 2009/10 команда не змогла стати чемпіоном країни, також за ці роки було завойовано чотири перемоги у національному Кубку та дві у Суперкубку.
Влітку 2013 року отримав запрошення з Австрії очолити команду свого колишнього клубу «Штурм» (Грац). Пропрацював з грацькою командою сезон 2013/14, за результатами якого вона посіла четверте місце у національному чемпіонаті. Невдовзі після початку наступного сезону було оголошено, що словенець залишає «Штурм» аби спробувати свої сили в Англії з командою «Лідс Юнайтед».
Став головним тренером «Лідс Юнайтед» 23 вересня 2014 року, уклавши з клубом дворічний тренерський контракт і ставши таким чином першим очільником «Лідса» з-поза Британських островів. Проте залишив Лідс вже за 32 дні після призначеня, наприкінці жовтня того ж року, — був звільнений після поразки 1:2 від «Вулвергемптон Вондерерз», яка була лише шостим його матчем в Англії, оскільки за цей час його команда не спромоглася здобути жодної перемоги.
У березні 2016 року повернувся на тренерську лаву «Марибора». У своєму першому сезоні після повернення уп'яте привів цю команду до перемоги у національній першості. Згодом провів «Марибор» до групової стадії Ліги чемпіонів 2017/18.

## Титули і досягнення

### Як гравця
- Чемпіон Австрії (2):

«Штурм» (Грац): 1997-98, 1998-99
- Володар Кубка Австрії (3):

«Штурм» (Грац): 1995-96, 1996-97, 1998-99
- Володар Суперкубка Австрії (3):

«Штурм» (Грац): 1996, 1998, 1999

### Як тренера
- Чемпіон Словенії (6):

«Марибор»: 2008–09, 2010–11, 2011–12, 2012–13, 2016–17, 2018–19
- Володар Кубка Словенії (4):

«Марибор»: 2009–10, 2011–12, 2012–13, 2015–16
- Володар Суперкубка Словенії (2):

«Марибор»: 2009, 2012